# Papaver victoris
Papaver victoris är en vallmoväxtart som beskrevs av M. Skornik och T. Wraber. Papaver victoris ingår i släktet vallmor, och familjen vallmoväxter. Inga underarter finns listade i Catalogue of Life.

## Bildgalleri

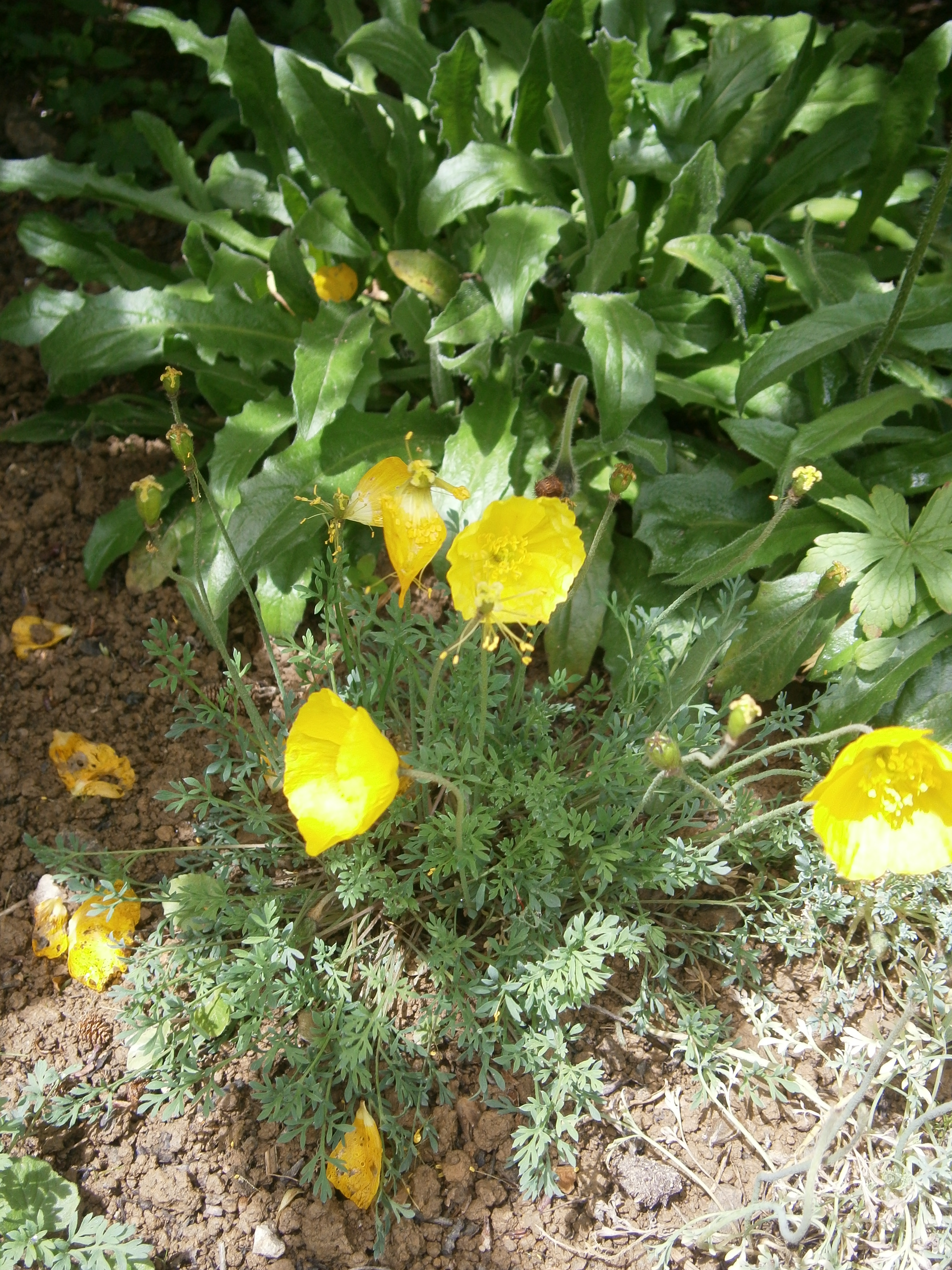